# Colussi
Il Gruppo Colussi è un gruppo alimentare italiano operante nel mercato dei prodotti da forno, della pasta e del cioccolato.

## Storia

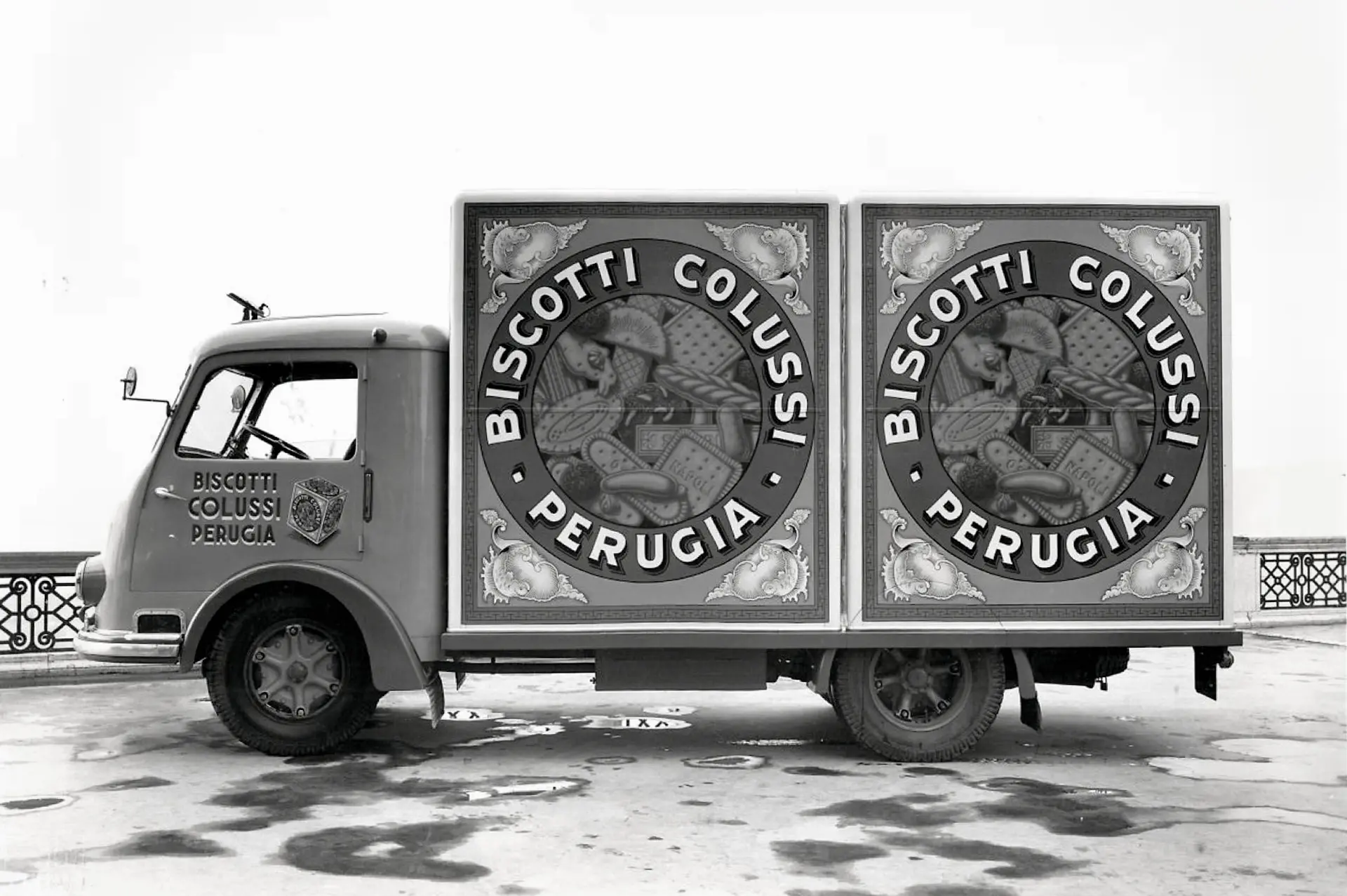
Un camion Colussi ai Giardini Carducci di Perugia, anni 50 circa

La storia di Colussi affonda le sue radici nel 1791, nelle botteghe e nei laboratori di Venezia, grazie al capostipite Giacomo Colussi.
L'azienda vera e propria, con i tratti di una realtà imprenditoriale familiare, è stata fondata sempre a Venezia nel 1911 da Angelo Colussi, proveniente da una famiglia di fornai originari di Pianaz di Val di Zoldo, nel Bellunese.
Fondata come semplice forno per la produzione di pane e biscotti, dagli anni 30 del XX secolo la Colussi è passata alla dimensione industriale grazie ad Alessandro, Giacomo e Alberto, i tre figli di Angelo.
Nel 1949 l'azienda migra a Perugia. Con l'inaugurazione del nuovo stabilimento umbro, dotato di impianti all'epoca all'avanguardia, Colussi modernizza la produzione, cosa che porta nel 1955 al lancio del GranTurchese, frollino destinato a divenire il prodotto-simbolo dell'azienda. Successivamente la produzione viene spostata definitivamente nella vicina Petrignano d'Assisi.
Dal 2011 l'azienda è presieduta da Angelo Colussi Serravallo, figlio di Giacomo.

## Gruppo
Dopo il riassetto societario del 2011, la sede legale è a Milano mentre la sede operativa è a Petrignano d'Assisi, in provincia di Perugia. Il gruppo vanta oggi 6 stabilimenti produttivi in Italia (Petrignano d'Assisi, Barberino Tavarnelle, Fossano, Leinì, Villanova d'Albenga e Arquata Scrivia), 11 a livello globale e una presenza in 80 Paesi.
Nel 2022, Standard Ethics ha attribuito una rating sostenibilità a Colussi pari a “E+” su una scala da F a EEE nell’ambito dello SE Food&Beverage Sustainability Italian Benchmark.

## Prodotti

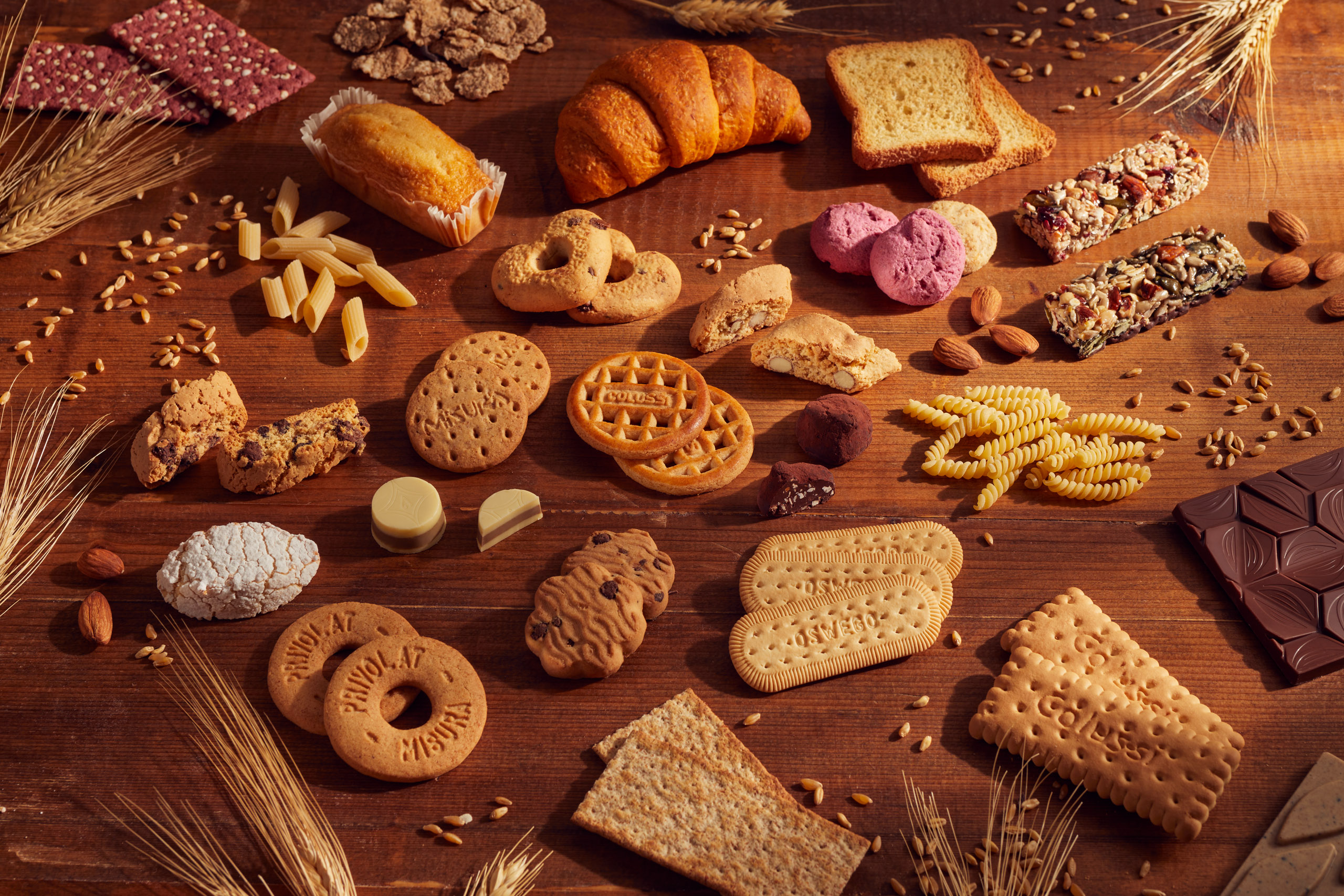
Assortimento di prodotti Colussi

Il Gruppo Colussi produce in proprio con i marchi:
- Colussi (biscotti);
- GranTurchese (biscotti frollini);
- Agnesi (pasta di semola);
- Misura (biscotti, crackers, fette biscottate, snack, cereali, brioche, pasta e succhi);
- Sapori (biscotti e dolci natalizi);
- Ponte e DeNiro (pasta di semola);
- Festaiola (pasta all'uovo).

Distribuisce per l'Italia i marchi:
- Del Monte (frutta e verdura).

## Loghi

Logo del Gruppo Colussi, usato tra gli anni 2000 e 2010
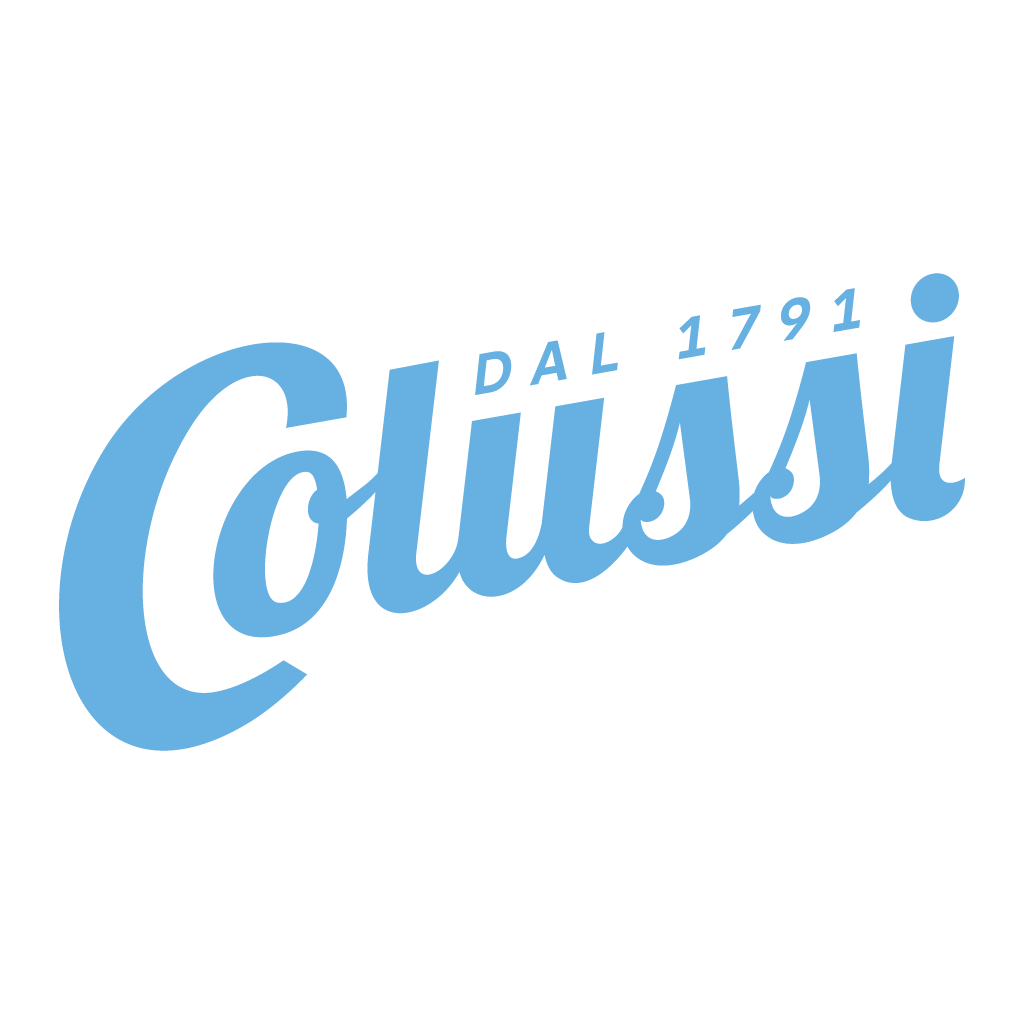
Logo della marca di biscotti Colussi, in uso dai primi anni 2020 circa
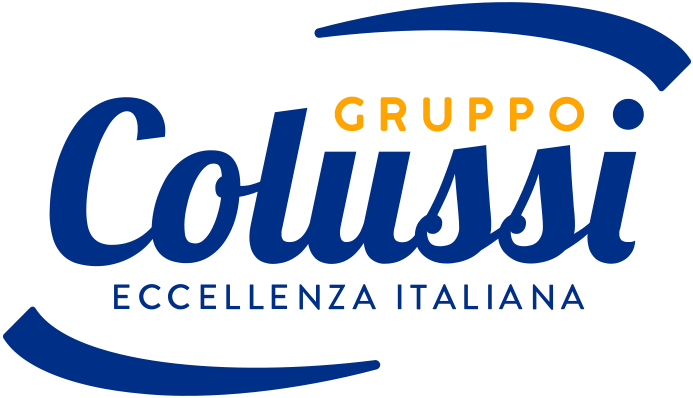
Logo del Gruppo Colussi, in uso dal 2024